# Баштановка (Сакский район)
Башта́новка (до 1948 года Сарча́, Сарыча́; укр. Баштанівка, крымскотат. Sarıça, Сарыча) — исчезнувшее село в Сакском районе Республики Крым (согласно административно-территориальному делению Украины — Автономной Республики Крым), располагавшийся на севере района, в степной зоне Крыма, примерно в 2,5 км на юго-запад от современного села Добрушино.

## История
Первое документальное упоминание села встречается в Камеральном Описании Крыма… 1784 года, судя по которому, в последний период Крымского ханства Сарытже входил в Козловский кадылык Козловского каймаканства.
После присоединения Крыма к России (8) 19 апреля 1783 года, (8) 19 февраля 1784 года, именным указом Екатерины II сенату, на территории бывшего Крымского Ханства была образована Таврическая область и деревня была приписана к Евпаторийскому уезду. После Павловских реформ, с 1796 по 1802 год, входила в Акмечетский уезд Новороссийской губернии. По новому административному делению, после создания 8 (20) октября 1802 года Таврической губернии, Сарча была включена в состав Кудайгульской волости Евпаторийского уезда.
По Ведомости о волостях и селениях, в Евпаторийском уезде с показанием числа дворов и душ… от 19 апреля 1806 года в деревне Сарача числилось 7 дворов и 39 крымских татар. На военно-топографической карте генерал-майора Мухина 1817 года деревня Сарче обозначена с 8 дворами. После реформы волостного деления 1829 года Апан, согласно «Ведомости о казённых волостях Таврической губернии 1829 года» остался в составе Кудайгульской волости. Затем, видимо, вследствие эмиграции крымских татар в Турцию, деревня опустела и на карте 1836 года обозначены уже развалины деревни Сарча, как и на карте 1842 года.
Вновь, в доступных источниках, Сарча встречается на карте Стрельбицкого 1920 года. После установления в Крыму Советской власти, по постановлению Крымревкома от 8 января 1921 года № 206 «Об изменении административных границ» была упразднена волостная система и село вошло в состав Евпаторийского района Евпаторийского уезда, а в 1922 году уезды получили название округов. 11 октября 1923 года, согласно постановлению ВЦИК, в административное деление Крымской АССР были внесены изменения, в результате которых округа были отменены и произошло укрупнение районов — территорию округа включили в Евпаторийский район. Согласно Списку населённых пунктов Крымской АССР по Всесоюзной переписи 17 декабря 1926 года, в селе Сарча, Отешского сельсовета Евпаторийского района, числилось 19 дворов, все крестьянские, население составляло 93 человека, из них 59 украинцев и 34 русских. Встречается на картах — километровой Генштаба Красной армии 1941 года и двухкилометровке РККА 1942 года.
После освобождения Крыма от фашистов, 12 августа 1944 года было принято постановление № ГОКО-6372с «О переселении колхозников в районы Крыма» и в сентябре 1944 года в район приехали первые новосёлы (150 семей) из Киевской и Каменец-Подольской областей, а в начале 1950-х годов последовала вторая волна переселенцев из различных областей Украины. С 25 июня 1946 года Сарча в составе Крымской области РСФСР. Указом Президиума Верховного Совета РСФСР от 18 мая 1948 года, Сарчу переименовали в Баштановку. 26 апреля 1954 года Крымская область была передана из состава РСФСР в состав УССР. Время включения в Наташинский сельсовет пока не установлено: на 15 июня 1960 года село уже числилось в его составе. 1 января 1965 года, указом Президиума ВС УССР «О внесении изменений в административное районирование УССР — по Крымской области», Евпаторийский район был упразднён и село включили в состав Сакского (по другим данным — 11 февраля 1963 года). Ликвидировано в период с 1968 года, когда Баштановка ещё записана в составе Добрушинского сельсовета и 1977, когда село уже значилось в списках упразднённых.